# Nadezhda Alilúyeva
Nadezhda Serguéievna Allilúyeva (en cirílico ruso: Надежда Сергеевна Аллилуева) (Bakú, 22 de septiembre de 1901 - Moscú, 9 de noviembre de 1932) fue la segunda esposa de Iósif Stalin.

## Biografía
Nadezhda Alilúyeva fue la hija más joven del revolucionario Serguéi Allilúyev y su esposa Olga, de ascendencia alemana y georgiana. Se casó con el líder soviético en 1919, cuando este contaba 41 años, viudo de su primera esposa (muerta de tifus) y con un hijo. Tuvieron juntos dos hijos: Vasili, nacido en 1921, y Svetlana, nacida en 1926. Durante sus años junto a Stalin, Alilúyeva sufrió fuertes ataques de migraña, combinados con episodios de histeria y manía persecutoria, consecuencia de los celos que sufrió por las aventuras de Stalin con bellas jóvenes.
Su relación con Stalin fue de un auténtico amor-odio, siempre admiró al dirigente soviético, pero hubo episodios de auténtica violencia verbal en la vida privada de la pareja. En sus últimos meses antes de noviembre de 1932, la actitud de Nadia fue más reservada, apática, con una extrema rigidez y seriedad. Con sus hijos siempre tuvo una actitud de distancia, poco dada a mostrarles su amor y cariño.
Murió en circunstancias aún no aclaradas el 9 de noviembre de 1932, hallada muerta en su habitación junto a un revólver Walther. Algunos autores hablan de que se suicidó pegándose un tiro, aunque hay teorías que hablan incluso de que pudo ser el propio Stalin el que llegara a asesinarla. En el momento de su muerte, el propio Stalin hizo firmar a los médicos de la cúpula dirigente un parte en el que se estipulaba que la causa de la muerte fue una apendicitis aguda. Se cree que la actitud de Stalin a partir de la muerte de su esposa dio un cambio radical y comenzó un proceso de aislamiento personal, de alejamiento de los grandes círculos sociales.

## Trayectoria profesional
En 1918, Alilúyeva y Stalin se trasladaron a Moscú, uniéndose a otros líderes bolcheviques cuando la capital se trasladó allí. Se instalaron en el Palacio de la Diversión del Kremlin, ocupando habitaciones separadas. Stalin nombró a Alilúyeva secretaria del Comisariado del Pueblo para las Nacionalidades, del que era jefe, y en mayo la llevó a ella y a su hermano Fiódor con él a Tsaritsyn, donde los bolcheviques luchaban contra el Ejército Blanco en el marco de la Guerra Civil rusa. Alilúyeva no permaneció mucho tiempo allí y regresó a Moscú, aunque la implicación de Stalin en la Guerra Civil hizo que rara vez estuviera cerca. Al no querer depender de Stalin, Alilúyeva cambió de puesto y se incorporó a la secretaría de Vladímir Lenin.
En 1921, nace su primer hijo, Vasily. A Alilúyeva le preocupaba que, si no trabajaba fuera de casa, no la tomaran en serio. También deseaba estar cualificada para cualquier función que asumiera. Después de trabajar en la oficina de Lenin, Alilúyeva se trasladó a trabajar brevemente para Sergó Ordzhonikidze, y luego al Instituto Agrario Internacional en el Departamento de Agitación y Propaganda como asistente.
Cansada de su trabajo y no contenta con su papel de primera dama, Alilúyeva buscó otra cosa que hacer. Interesada en la educación y con ganas de participar más en el Partido, en 1929 se matriculó en la Academia Industrial para estudiar ingeniería y fibras sintéticas, que era una nueva tecnología en aquella época, y se hizo más activa en las reuniones locales del Partido.
Según la costumbre de la época, Alilúyeva se inscribió con su nombre de soltera, lo que le permitió pasar desapercibida; no está claro si sus asociados sabían quién era, aunque es probable que al menos el jefe local del Partido, Nikita Khrushchev, la conociera.
Alilúyeva tomaba con frecuencia el tranvía desde el Kremlin hasta la Academia, acompañada por Dora Khazan, la esposa de Andrey Andreyev, un importante bolchevique y socio de Stalin.
En la Academia, Alilúyeva se relacionó con estudiantes de toda la Unión Soviética, y se enteró de los problemas que la colectivización de la agricultura estaba sufriendo, y que en particular en Ucrania, se dio una hambruna que sería la última de la historia de las cuencas del Volga y el Dnieper.
En noviembre de 1932, Alilúyeva estaba a pocas semanas de terminar su curso en la Academia. Junto a sus compatriotas, marchó en el desfile del 7 de noviembre que conmemoraba el decimoquinto aniversario de la Revolución de Octubre, con Stalin y los niños observándola desde lo alto del Mausoleo de Lenin en la Plaza Roja. Al terminar el desfile, Alilúyeva se quejó de dolor de cabeza, por lo que los niños se fueron a su dacha en las afueras de la ciudad mientras ella volvía a su residencia en el Kremlin. La noche siguiente, tanto Alilúyeva como Stalin asistieron a una cena ofrecida en el apartamento del Kremlin de Kliment Voroshilov, amigo íntimo de Stalin y miembro del Politburó, otro acto para conmemorar la Revolución. Aunque ella prefería vestir modestamente con un estilo más acorde con la ideología bolchevique, Alilúyeva se vistió de gala para la ocasión. Durante la cena, a la que asistieron varios bolcheviques de alto rango y sus cónyuges, se bebió mucho y Alilúyeva y Stalin empezaron a discutir, lo que no era un hecho inusual en estas reuniones. Se ha sugerido que Stalin también estaba coqueteando con Galina Yegorova, la joven esposa de Alexander Yegorov, y que se habló recientemente de que había estado con una peluquera que trabajaba en el Kremlin. En un momento dado, las cosas empeoraron aún más entre los dos, pero Montefiore sugirió que cuando Stalin «brindó por la destrucción de los Enemigos del Estado», vio que Alilúyeva no levantaba también su copa (se sabía que estaba en contra de la reciente campaña de Stalin contra el campesinado), y se molestó. Stalin supuestamente le tiró algo que puede ser una cáscara de naranja, una colilla o un trozo de pan para llamar su atención, antes de llamarla, lo que enfureció aún más a Alilúyeva, que abandonó bruscamente la cena y salió; Zhemchuzhina la siguió para asegurarse de que había alguien más con ella. Las dos mujeres salieron al exterior, dentro de la muralla del Kremlin, discutiendo los acontecimientos de la noche, coincidiendo en que Stalin estaba borracho y hablando de los problemas de Alilúyeva con los supuestos asuntos de Stalin. Las dos se separaron y Alilúyeva volvió a su residencia.
Los acontecimientos posteriores no están claros, pero en un momento dado, a primera hora de la mañana del 9 de noviembre, Alilúyeva, sola en su habitación, se disparó en el corazón, matándose al instante. Su cuerpo fue encontrado por la mañana por Karolina Til, el ama de llaves de la familia Stalin. Alilúyeva utilizó una pequeña pistola Walther PP que le había regalado recientemente su hermano Pavel Alliluyev, que la traía como regalo de su época en Berlín. Ella se lo había pedido, señalando que a veces podía ser peligroso estar sola en el Kremlin y que quería protección.

### Funeral y entierro

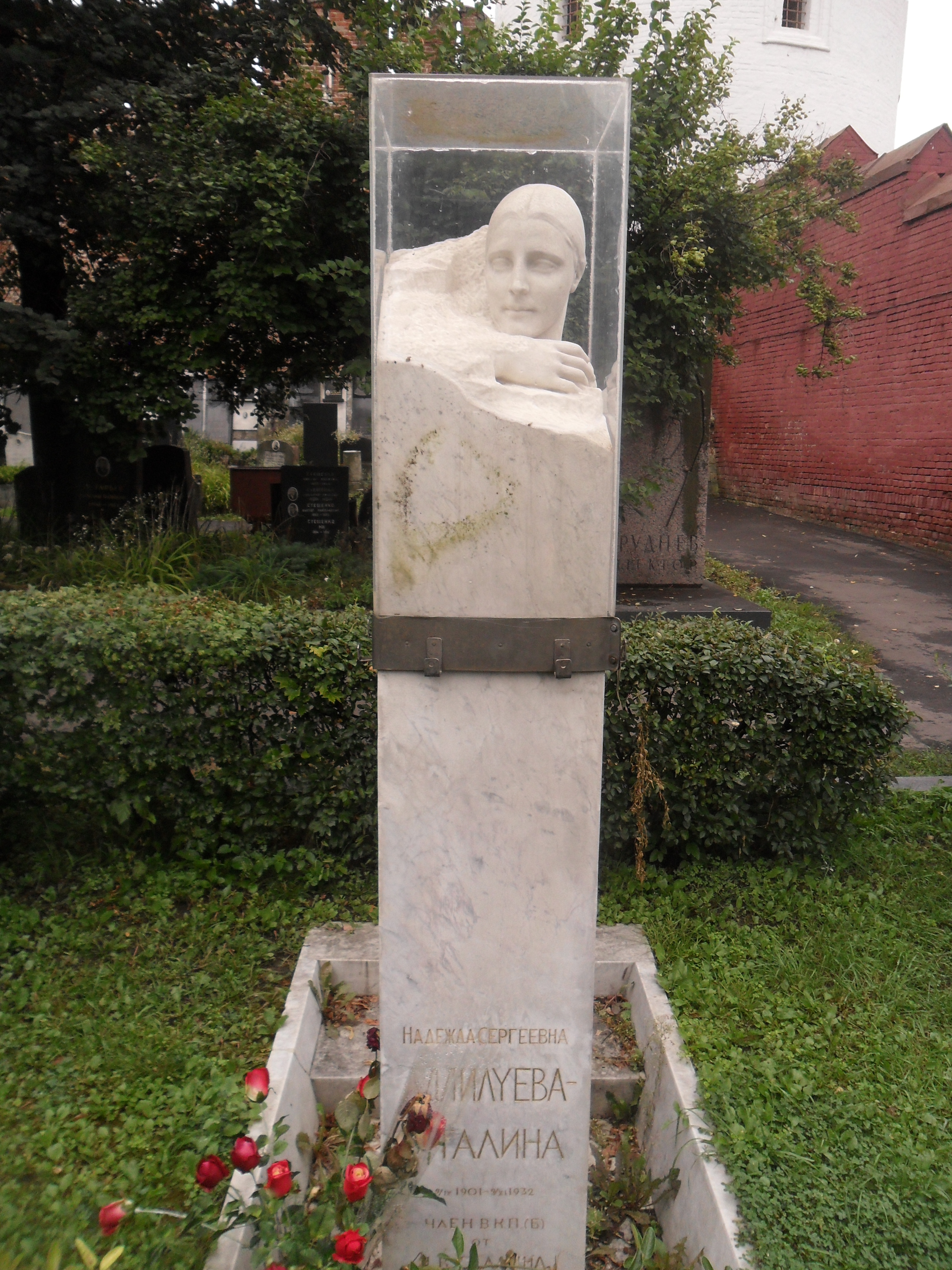
La tumba de Alilúyeva en el cementerio de Novodevichy en Moscú

Stalin y los demás dirigentes decidieron que no sería apropiado decir que Alilúyeva se había suicidado. Así que cuando se anunció su muerte al día siguiente, la causa de la misma fue una apendicitis. Los niños no fueron informados de la verdadera naturaleza de su muerte, y pasarían 10 años antes de que conocieran los detalles específicos. Los relatos de los contemporáneos y las cartas de Stalin indican que estaba muy perturbado por el suceso.
Pravda, el periódico del Partido Comunista, anunció la muerte de Alilúyeva en su edición del 10 de noviembre. Esto fue una sorpresa para muchos en la Unión Soviética, ya que también fue el primer reconocimiento público de que Stalin se había casado. Su cuerpo, en un ataúd abierto, fue colocado en un piso superior de los grandes almacenes GUM, que estaban frente a la Plaza Roja y el Kremlin. Los funcionarios del gobierno y del partido acudieron a visitarlo, pero no se permitió al público. El funeral se celebró el 12 de noviembre, y sólo estuvo presente Vasily. Stalin participó en la procesión posterior al cementerio, que supuso una marcha de 6 kilómetros (3,7 mi) desde el GUM hasta el cementerio de Novodevichy, aunque no está claro si recorrió toda la ruta. Stalin no volvió a visitar la tumba.